# John Sidney McCain junior

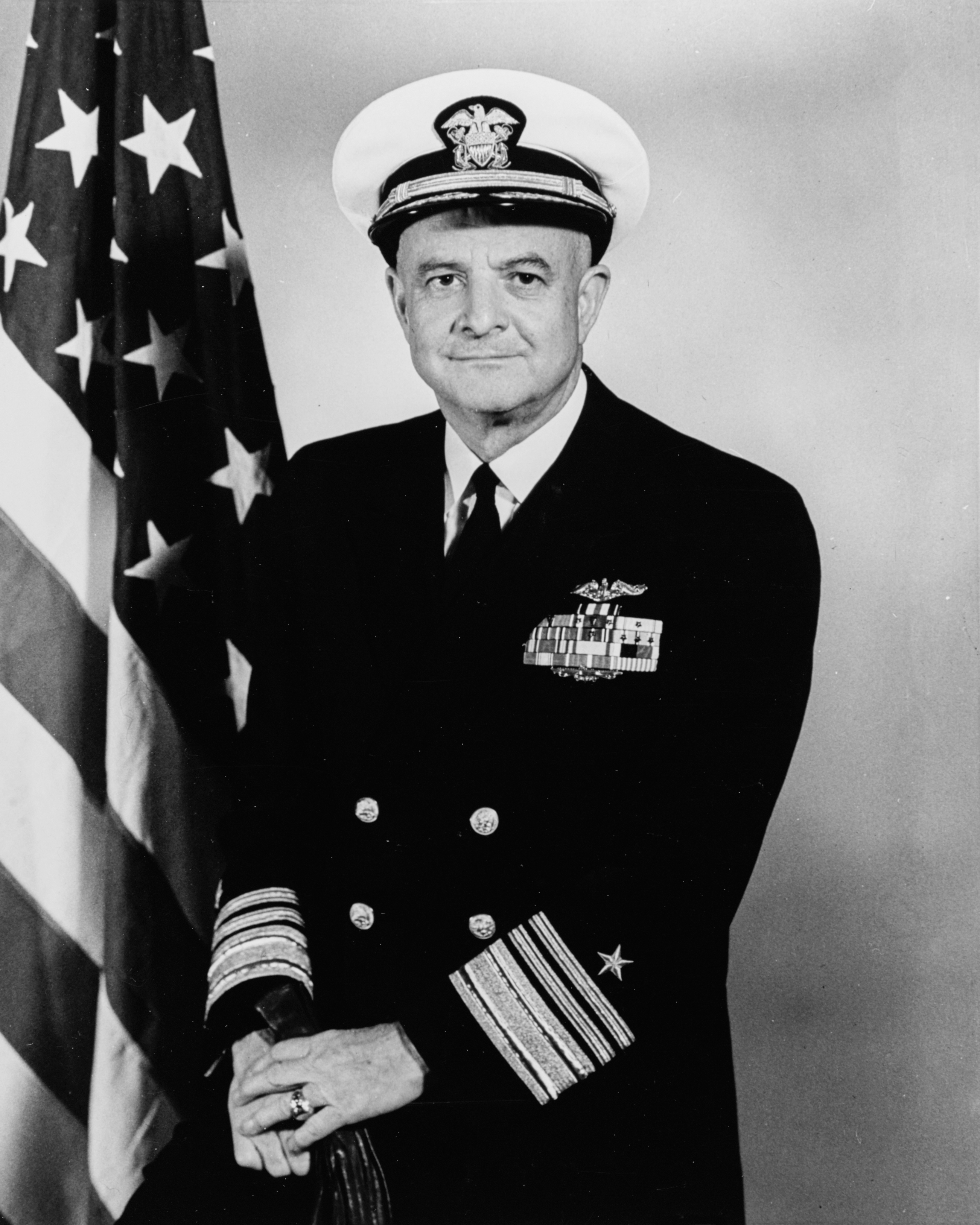
John S. McCain, Jr.

John Sidney McCain, Jr. (* 17. Januar 1911 in Council Bluffs, Iowa; † 22. März 1981 über dem Nordatlantik) war ein US-amerikanischer Admiral in der US Navy, der im Zweiten Weltkrieg und zuletzt im Vietnamkrieg diente.

## Leben
Sein Vater war Admiral John S. McCain senior. Sein Sohn John S. McCain III (1936–2018), ein ehemaliger Captain der US Navy, war US-Senator des Bundesstaates Arizona und war bei der Präsidentschaftswahl in den Vereinigten Staaten 2008 Kandidat der Republikaner.
McCain wurde in Council Bluffs im Bundesstaat Iowa geboren. Er graduierte 1931 an der US Naval Academy und heiratete am 21. Januar 1933 Roberta Jean Wright (1912–2020). Während des Zweiten Weltkrieges kommandierte McCain während der Operation Torch die Gunnel. Im Sommer 1945 kommandierte McCain das Unterseeboot Dentuda auf seiner einzigen Feindfahrt im Pazifik, für die das Boot mit einem Battlestar ausgezeichnet wurde.
Von 1968 bis 1972 war er Oberbefehlshaber des US-Pazifikkommandos (US Pacific Command) und damit verantwortlich für alle US-Streitkräfte im Pazifik einschließlich derer, die in Vietnam kämpften. Sein Sohn John S. McCain III befand sich von Oktober 1967 bis März 1973 in nordvietnamesische Gefangenschaft in Hanoi.
Am 1. November 1972 wurde er in den Ruhestand geschickt. Am 27. Januar 1973 wurde in Paris das Abkommen über die Beendigung des Krieges und die Wiederherstellung des Friedens in Vietnam unterzeichnet.
McCain starb am 22. März 1981 in einem Militärflugzeug auf einem Flug von Europa in die USA an einem Herzinfarkt und ist auf dem Nationalfriedhof Arlington beerdigt.

## Auszeichnungen
Auswahl der Dekorationen, sortiert in Anlehnung an die Order of Precedence of Military Awards:
- Navy Distinguished Service Medal (2 ×)
- Silver Star
- Legion of Merit (3 ×)
- Bronze Star
- Navy Occupation Service Medal
- National Defense Service Medal (2 ×)
- Korean Service Medal
- Vietnam Service Medal (4 ×)

Der Zerstörer John S. McCain wurde nach den beiden Admiralen benannt.